# Gustavo Silva
Gustavo Henric da Silva, również Gustavo Mosquito (ur. 7 września 1997 w Campo Largo) – brazylijski piłkarz występujący na pozycji skrzydłowego lub ofensywnego pomocnika, od 2020 roku zawodnik Corinthians.